# De Hoop (Bavel)
Korenmolen De Hoop is een ronde stenen bergmolen in Bavel, gemeente Breda.

## Geschiedenis
De molen is opgericht door Jef Rommens uit het Vlaamse Meersel-Dreef, alwaar zijn familie een watermolen heeft. In tijden van windstilte werd hier reeds voor Bavelse boeren het graan gemalen, wanneer de molens van Ginneken en Ulvenhout niet konden werken, echter heeft de Bavelse bevolking behoefte aan hun eigen molen. Jef doet bij de gemeente Nieuw-Ginneken een verzoek voor het oprichten van een windmolen, op 15 april 1865 wordt zijn verzoek goedgekeurd. Hij koopt een stuk land aan de westzijde van het dorp en laat hier een stenen molen bouwen voor molenbouwer Jac Brouwers uit Meerle. Nog in hetzelfde jaar wordt de molen in gebruik genomen. 
Rond 1883 worden enkele onderdelen verworven van een gesloopte poldermolen in Zuid-Hollandse Geervliet. Het betreffen een gietijzer molenas van het fabricaat L.I. Enthoven & Co te Den Haag en twee ijzeren molenroeden van het fabricaat Pannevis te Ouderkerk aan den IJssel.
Jef Rommens overlijdt in 1897, waarna zijn zoon Charles het bedrijf voortzet en maalt de molen tot 1911, bij gebrek aan een opvolger heeft hij het besluit moeten nemen de molen te verkopen, de nieuwe eigenaar wordt zijn zwager, Janus van Riel. In datzelfde jaar laat Van Riel de molen voorzien van een koppel molenstenen voor het malen van eikenschors, hetgeen de molen tot 1925 gedaan heeft. In 1911 is de molen tevens voorzien van een petroleummotor om op windstille dagen toch te kunnen malen.
In 1925 verkoopt Janus van Riel de molen aan zijn zoon Jan. In jaren ‘30 laat hij verschillende herstelwerkzaamheden uitvoeren aan zijn molen. In 1930 werd de arduinstenen baansteen vervangen door een houten lagerblok met bronzen schaal, in 1932 wordt een gedeelte van het staartwerk vervangen. In 1939 volgt een uitgebreide restauratie, windpeluw, kapdekking en koningsspil dienden te worden vervangen, tevens zijn de roeden volledig nieuw opgehekt en voorzien van Van Bussel stroomlijnwieken. De molen kwam de oorlogsjaren schadeloos door en is op windkracht in bedrijf gebleven tot 1957. Molenaar Jan van Riel deed het bedrijf in datzelfde jaar over aan zijn zoon Frans.
In 1977 keerde het tij en werd de molen, na 20 jaar stilstand, gerestaureerd, tijdens de Bavelse Molenfeesten in mei 1978 werd de molen onder grote belangstelling weer in gebruik genomen. Omdat met het malen van graan is de kost inmiddels niet meer te verdienen werd de molen in 1980 ingericht als partijenrestaurant. Molenaar Janus van Riel ontving sindsdien vele duizenden toeristen per jaar op zijn molen, welke op dat moment een van de meest draaiende molens van Brabant is. Janus van Riel overlijdt in 2003 waarna molen en bedrijf in handen komen van zijn dochters Carla en Rian.
De molen werd door vrijwilligers gedraaid en onderhouden, in de zomer van 2017 is de molen in eigen beheer geschilderd en werd het koppel molenstenen na vele jaren weer maalvaardig gemaakt om weer voor eigen verkoop te kunnen malen. Helaas werden in oktober 2017 bij regulier onderhoud de molenroeden afgekeurd, waardoor de molen noodgedwongen stil moest staan. 
In 2018 werd de Stichting Molen Bavel opgericht ten behoeve van het werven van fondsen om de molen te restaureren. Begin 2019 nam zij, na ruim 100 jaar in het bezit van de familie Van Riel te zijn geweest, het eigendom van de molen over. In juli 2019 waren de gelden voor de restauratie bijeen waardoor in het najaar hiermee gestart kon worden. Sinds februari 2020 was de molen weer operationeel en sindsdien weer frequent in bedrijf voor het malen van graan.
De ingebruikname van de molen heeft plaatsgevonden op 1 augustus 2020, de openingshandeling is verricht door burgemeester Paul Depla van de gemeente Breda. 
Tot medio 2022 was de molen in het gebruik voor het malen van graan.

## Molenaars
- Jef Rommens (1865 - 1897)
- Charles Rommens (1897 - 1911)
- Janus van Riel (1911 - 1925)
- Jan van Riel (1925 - 1957)
- Frans van Riel (1957 - 1980)
- Janus van Riel (1980 - 2003)
- Mark Heutink (2010 - 2022)
- Tony Hop (2014 - 2022)